# Philippe Chatrier
Philippe Chatrier (pronunție în franceză [filip ʃatʁije]; n. 2 februarie 1928, Créteil, Seine, Franța – d. 23 iunie 2000, Dinard, communauté de communes Côte d'Émeraude⁠(d), Franța) a fost un jucător francez de tenis. După ce și-a încheiat cariera de jucător a devenit jurnalist sportiv și s-a implicat apoi în activitatea de administrare sportivă. A îndeplinit o lungă perioadă de timp funcțiile de președinte al Federației Franceze de Tenis (1973-1993) și de președinte al Federației Internaționale de Tenis (ITF) (1977-1991). Terenul principal al complexului sportiv Roland Garros, unde se desfășoară anual Turneul internațional de tenis de la Paris, îi poartă numele.

## Viața și cariera
Chatrier s-a născut în orașul Créteil din Franța. El a fost campion de juniori la tenis al Franței în 1945. După ce s-a retras din activitate a devenit jurnalist. A fondat revista Tennis de France în 1953 și a fost, de asemenea, redactor de știri sportive la cotidianul parizian Paris-Presse.
Chatrier s-a căsătorit cu Susan Partridge, care a fost campioană de tenis a Franței în 1953. Ei au divorțat ulterior. Chatrier s-a căsătorit mai târziu, a doua oară, cu jucătoarea franceză de golf Claudine Cros.
Chatrier a fost implicat în fuziunea organizațiilor de tenis  pentru amatori și profesioniști în 1968. A îndeplinit funcția de vicepreședinte al Federației Franceze de Tenis (Fédération française de tenis) din 1968 până în 1973 și a fost căpitanul echipei franceze de Cupa Davis în 1969. El a devenit președintele Federației Franceze de Tenis în 1973, apoi președinte al Federației Internaționale de Tenis (ITF) în 1977. Sub conducerea sa, tenisul a fost reintrodus în programul Jocurilor Olimpice în 1981, ca sport demonstrativ la Jocurile Olimpice de Vară din 1984 de la Los Angeles, iar apoi ca sport olimpic începând cu Jocurile Olimpice de Vară din 1988 de la Seul. El a devenit membru al Comitetului Olimpic Internațional în 1988.
Chatrier s-a retras din funcția de președinte al Federației Internaționale de Tenis în 1991. El a devenit membru al International Tennis Hall of Fame în anul 1992. S-a retras din funcția de președinte al Federației Franceze de Tenis în 1993.
Chatrier a murit la Dinard în 22 iunie 2000. Principalul teren de tenis de pe complexul sportiv Stade de Roland Garros, unde se desfășoară turneul de tenis de la Paris, a fost redenumit Terenul Philippe Chatrier în onoarea lui, în anul 2001. El a avut doi fii din prima căsătorie. Fiul cel mai mare, Jean-Philippe Chatrier, a fost actor.

## Legături externe
- International Tennis Hall of Fame